# Taxinge-Näsby station
Taxinge-Näsby är en järnvägsstation i Taxinge i Taxinge socken, Nykvarns kommun, Stockholms län. Stationen invigdes 1895 och tillhörde Norra Södermanlands Järnväg. Efter ombyggnad till smalspår 2011 är Taxinge-Näsby den östra slutstationen på museijärnvägen Östra Södermanlands Järnväg. Stationshuset ritades av järnvägsingenjören Fredrik Arvidsson Posse och är sedan 1999 ett byggnadsminne.

## Historik

### Bakgrund

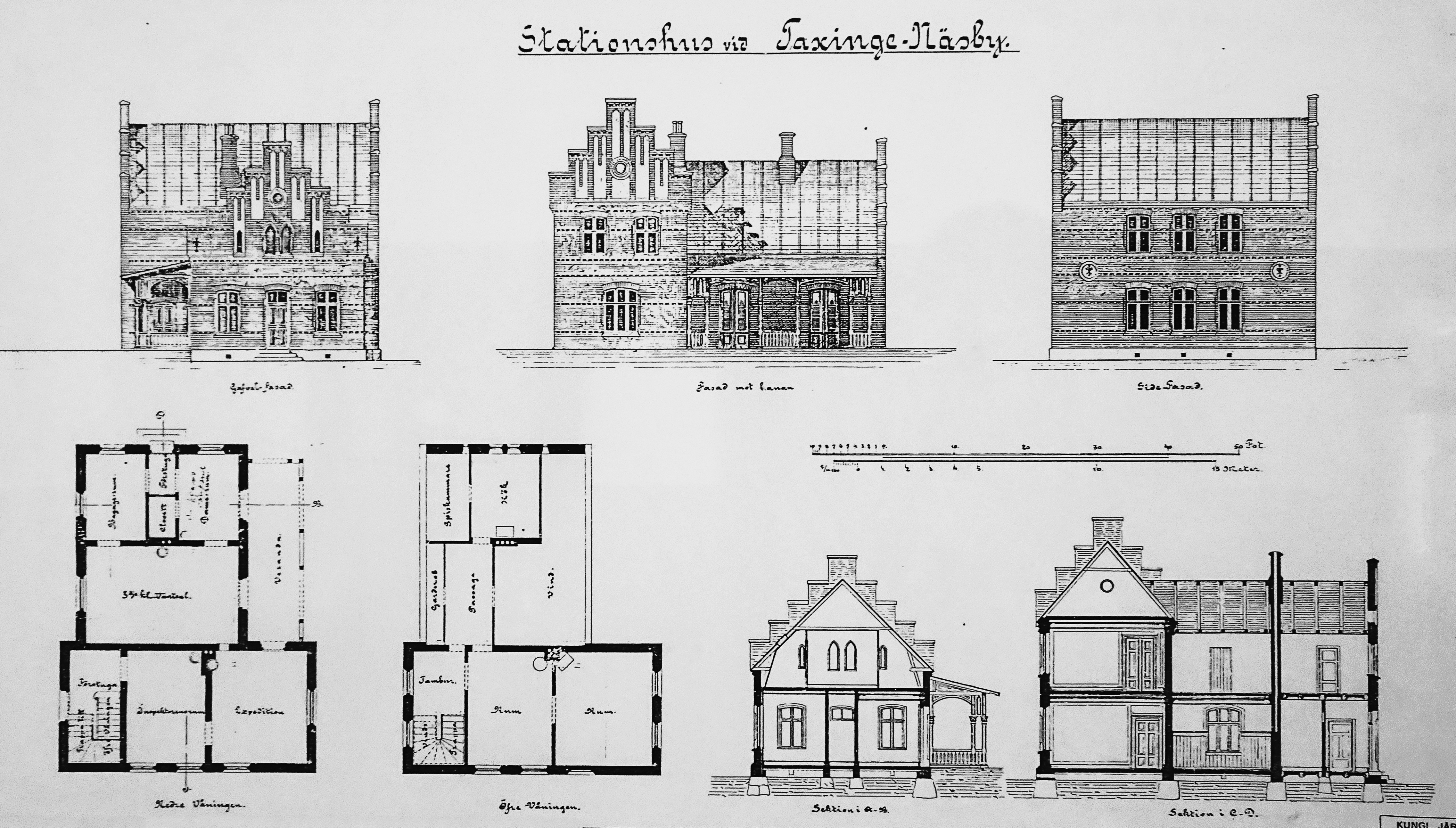
Stationshus Taxinge-Näsby, ritningar.

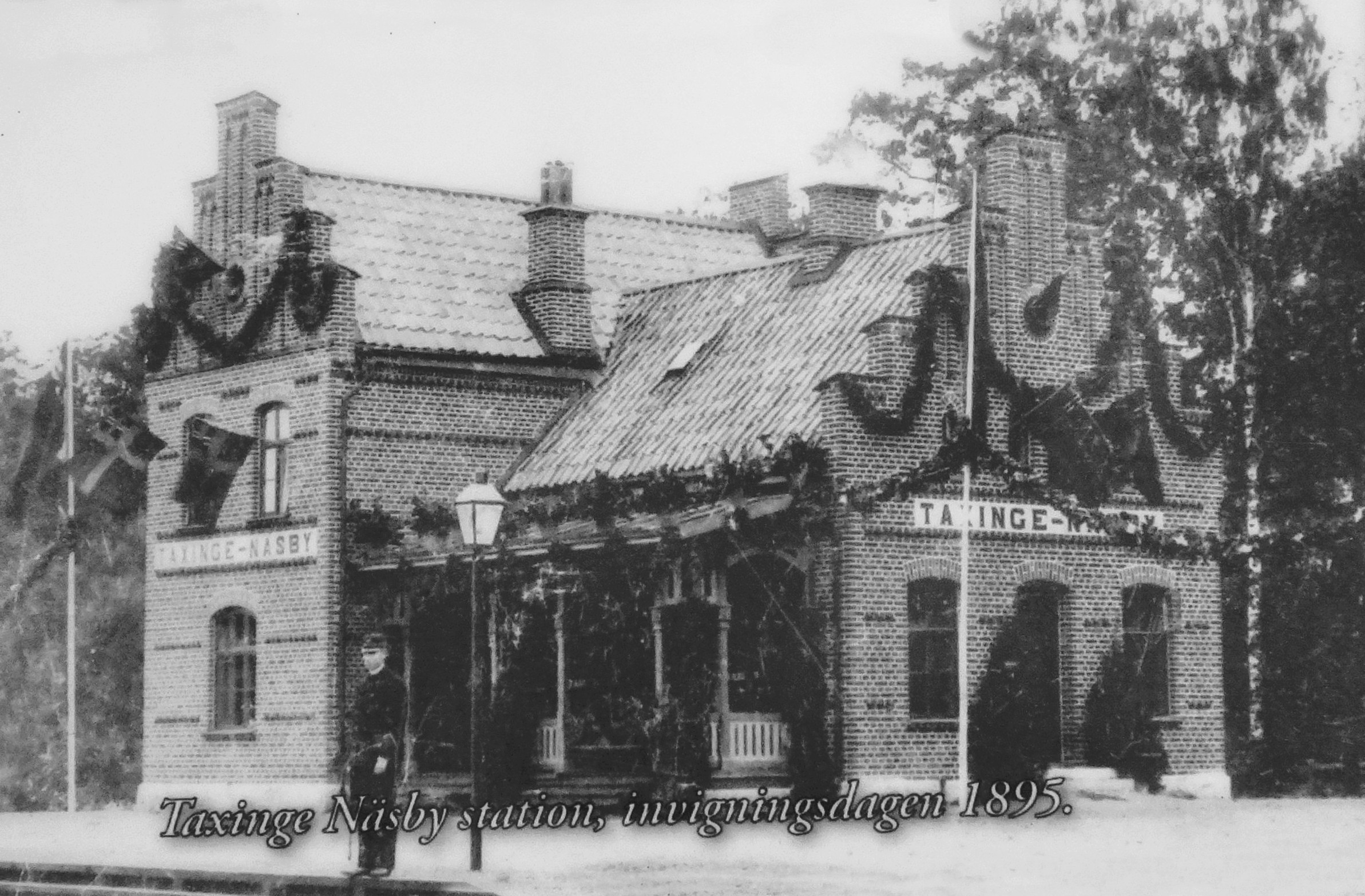
Taxinge Näsby station på invigningsdagen den 30 september 1895.

Under slutet av 1800-talet pågick stora utbyggnader av det svenska järnvägsnätet, både i statlig och i privat regi. I Eskilstunaregionen behövdes en förbindelse med det statliga stambanenätet. Därför bildades det privata bolaget Norra Södermanlands Järnväg (NrSIJ) som skulle anlägga och driva järnvägslinjen från Saltskog station i Södertälje till Eskilstuna. Ägaren till Taxinge-Näsby gods i Taxinge var vid denna tid greve Arvid Posse, Sveriges statsminister 1880–1883. Han var även en av huvudägarna i järnvägsbolaget och angelägen om att en station skulle ligga så nära hans gods som möjligt. Det innebar att spåret skulle ta en sväng mot nordost och passera kyrkbyn Taxinge. Posse erbjöd sig att bekosta både omvägen och själva stationshuset varpå bolaget inte kunde motstå grevens generösa erbjudande.

### Stationen
Norra Sörmlands järnväg och stationshuset i Taxinge invigdes den 30 september 1895 av kung Oscar II. Stationshuset dekorerades med den svensk-norska unionsflaggan och girlanger och kungens invigningståg hälsades med 21 salutskott. Det blev en för trakten något avvikande byggnad med höga trappgavlar i skånsk stil. Stationshuset uppfördes i rött tegel efter ritningar av Arvid Posses son Fredrik Arvidsson Posse som var järnvägsingenjör och huvudsakligen verksam i Skåne. Egentligen var trähus standard för stationshus längs NrSIJ men Arvid Posse ville ha sin ”egen station” och därför blev det ett hus i rött tegel (från det egna tegelbruket) med trappgavlar inspirerat av den skånska byggnadstraditionen. Invändigt överensstämmer byggnaden dock med de standardiserade stationsbyggnaderna.

### Betydelsen för orten och nedläggning
Livet i Taxinge förändrades genomgripande när tåget kom till byn i september 1895. Nu kunde socknens lantbruksprodukter transporteras på tåg och befolkningen kom närmare Stockholm. De snabbare transporterna gjorde det möjligt och ekonomiskt fördelaktigt att satsa på mejeriprodukter vid Näsby, vilket även skedde i stor omfattning. Till en början fanns två avgångar dagligen och restiden till Stockholm var 2,5 timmar. Från början inrymde stationen både postkontor och väntsal, posten lades ner 1967 men väntsalen finns kvar. Taxinge-Näsby järnvägsstation var i bruk fram till 1974 och järnvägslinjen kallades populärt för Eskilstunabanan. 1994 upphörde all persontrafik på sträckan, men arbets- och godståg passerade Taxinge-Näsby station till och med 1996.

### Stationens vidare öden
År 1999 började Östra Södermanlands Järnväg, som driver tågtrafiken på museijärnvägen mellan Mariefreds station och Läggesta Nedre, köra rälsbuss på den normalspåriga (spårvidd 1 435 mm) järnvägen mellan Läggesta Nedre och Taxinge-Näsby. År 2009 upphörde även den trafiken. 
Järnvägen på sträckan byggdes därefter om till smalspår (spårvidd 600 mm) och kontaktledningarna revs. Stationsområdet och stationshuset i Taxinge-Näsby rustades upp och den 28 maj 2011 återinvigdes Taxinge-Näsby av kung Carl XVI Gustaf samt landshövdingarna för Södermanlands och Stockholms län. Därmed blev det möjligt att resa med tåg mellan Taxinge-Näsby och Mariefred via Läggesta Nedre. Spåret slutar sedan 1996 i Taxinge. Med hjälp av en nybyggd vändskiva kan loken vändas och kopplas till tågsättet för hemresan till Mariefred. Taxinge-Näsby trafikeras med ånglok vissa dagar under perioden maj till september. Flest avgångar är det i juli.

## Taxinge station i kulturen
Några scener ur filmerna Älska mej från 1986 och Svenska hjältar från 1997 spelades in i och utanför stationshuset. I tredje delen av TV-serien Någonstans i Sverige (1973) är scenerna med permitteringstågen inspelade utanför stationsbyggnaden.

## Bilder

Exteriör
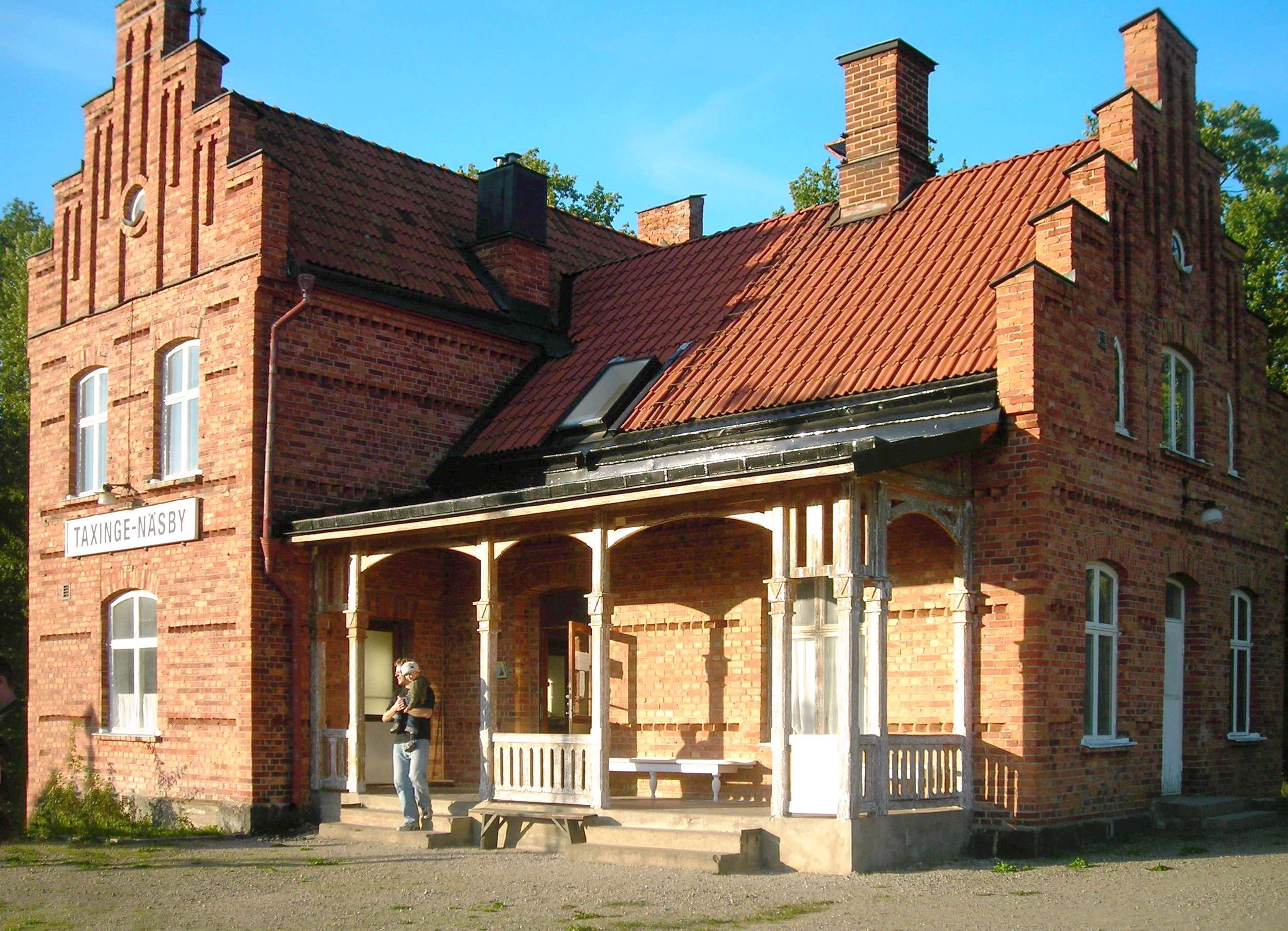
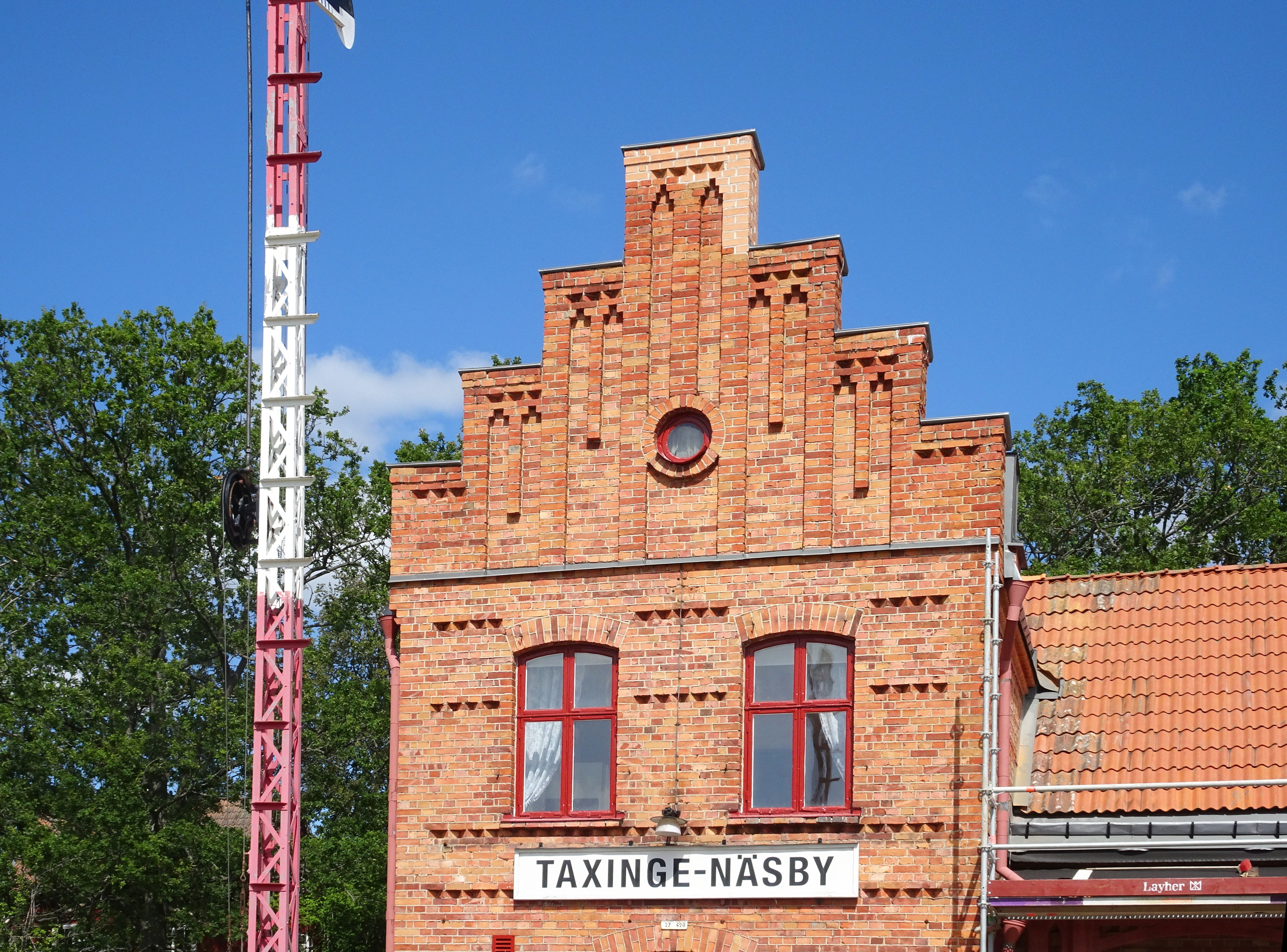
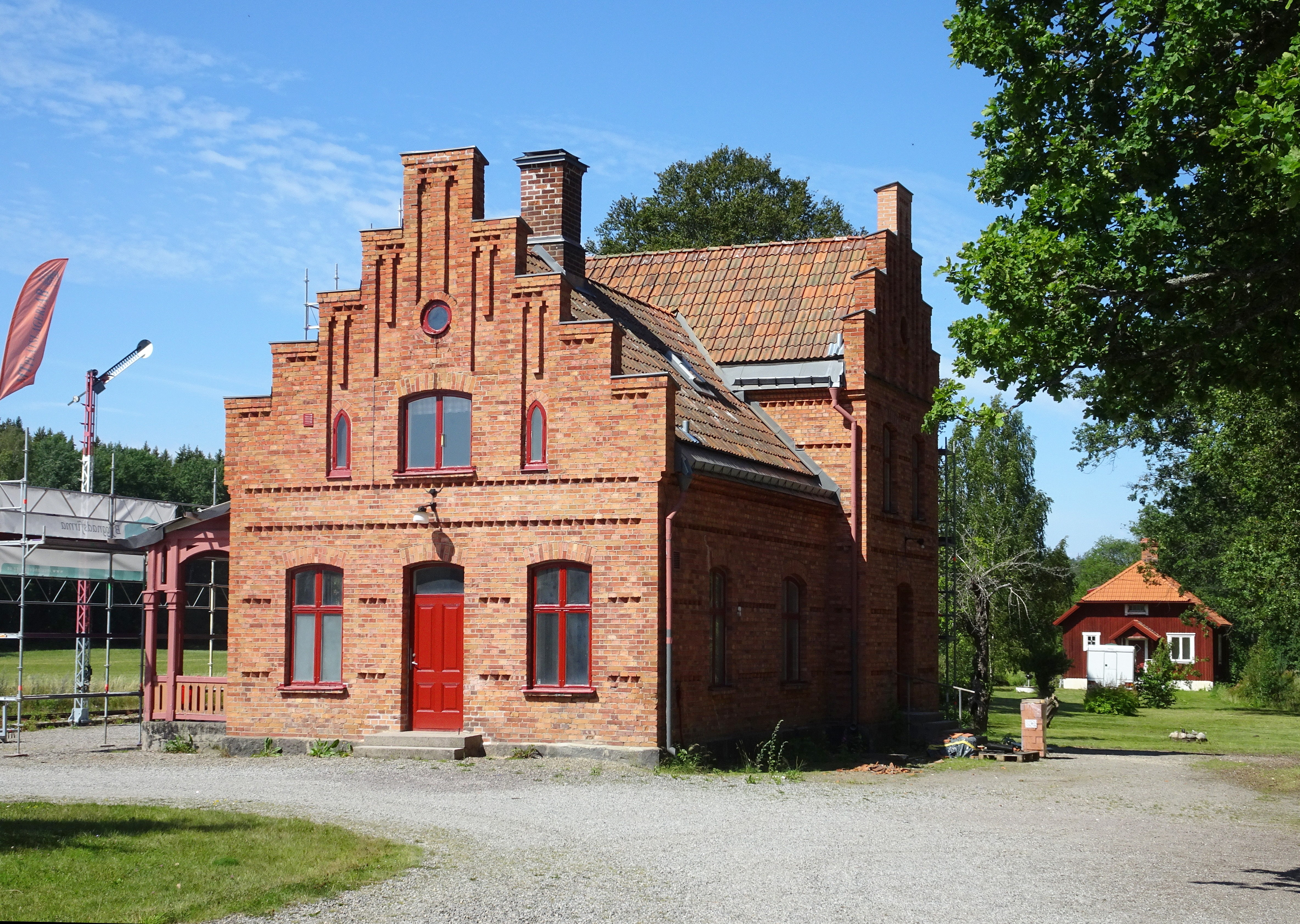
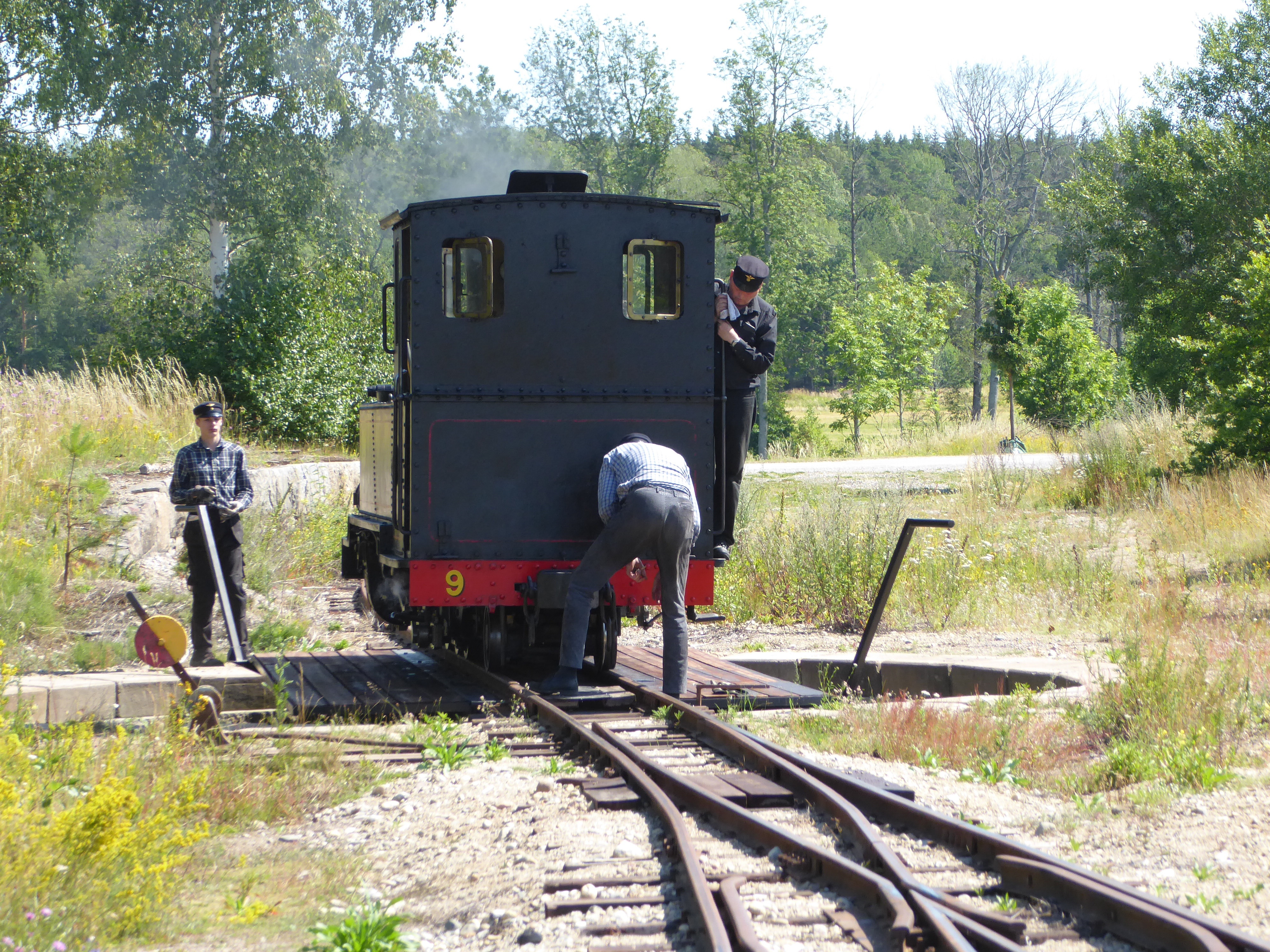
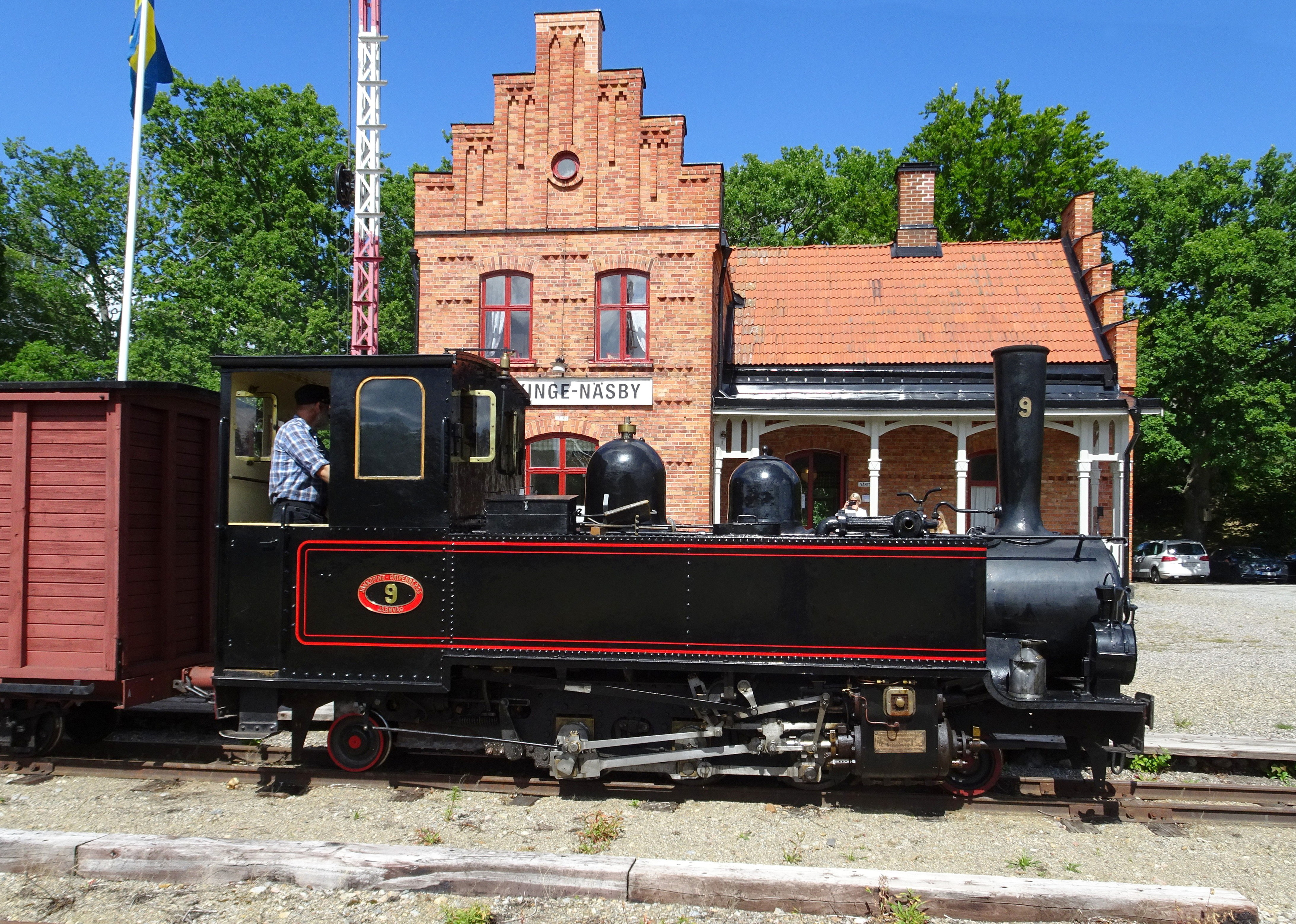

Interiör
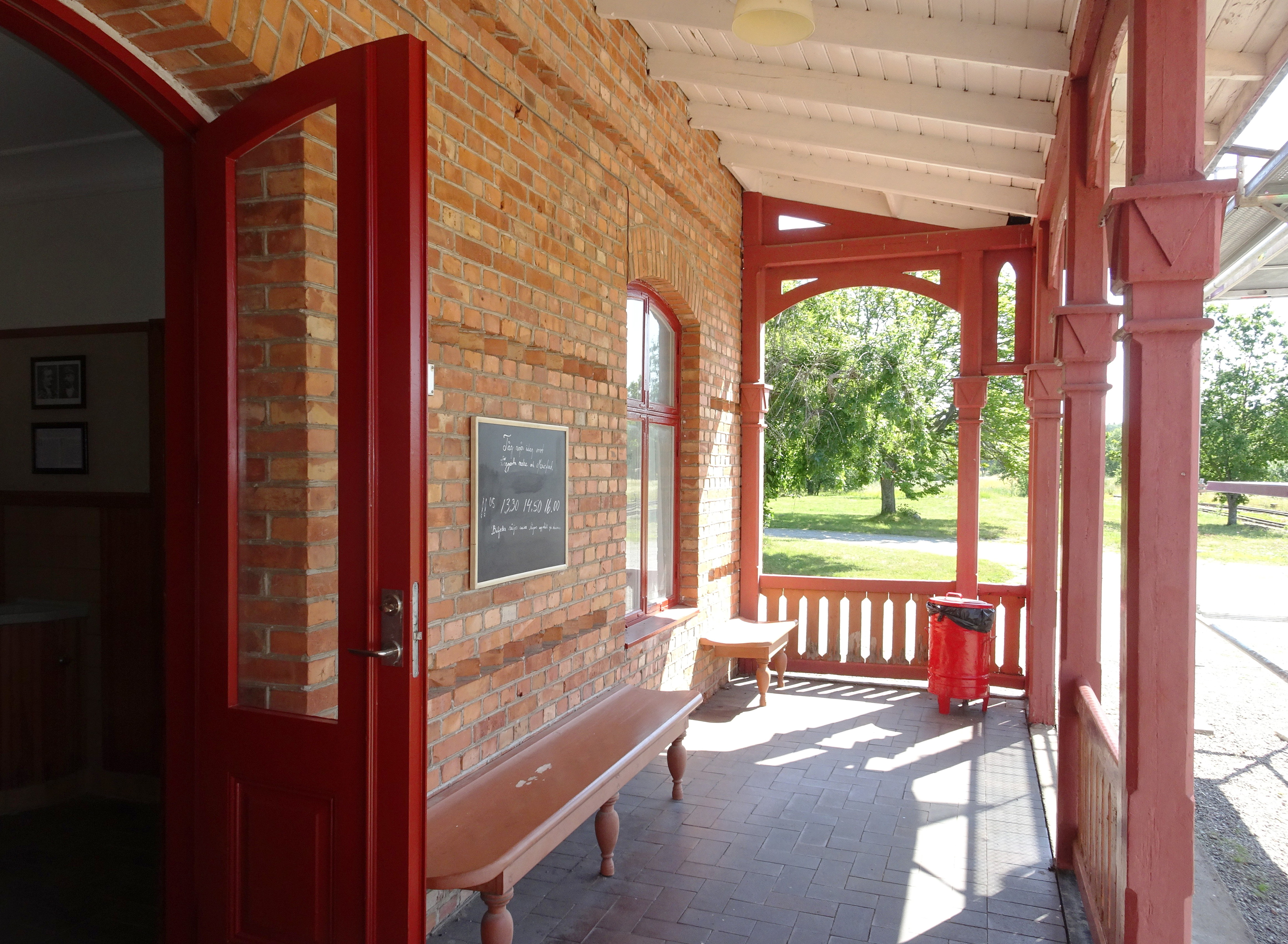
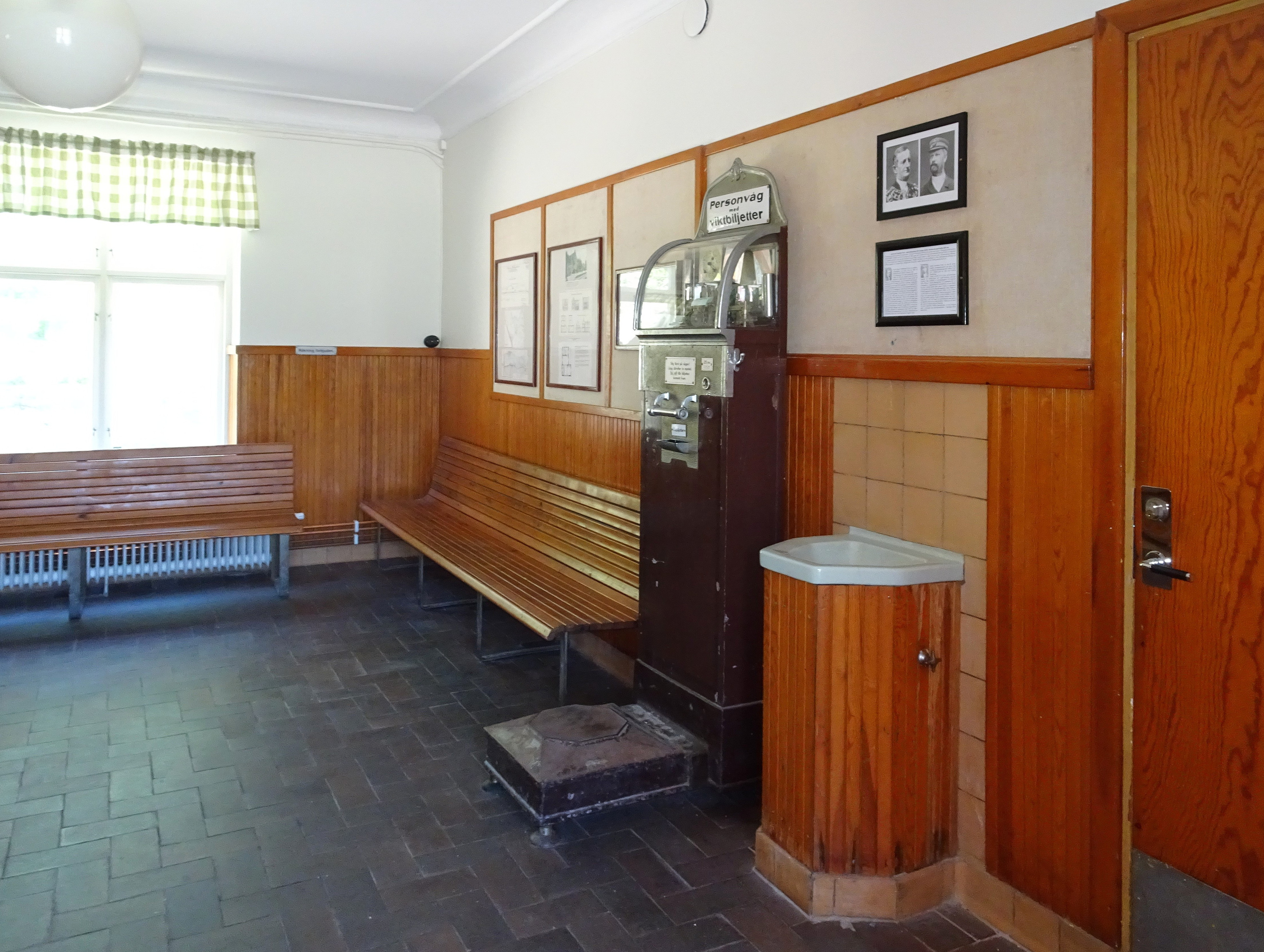
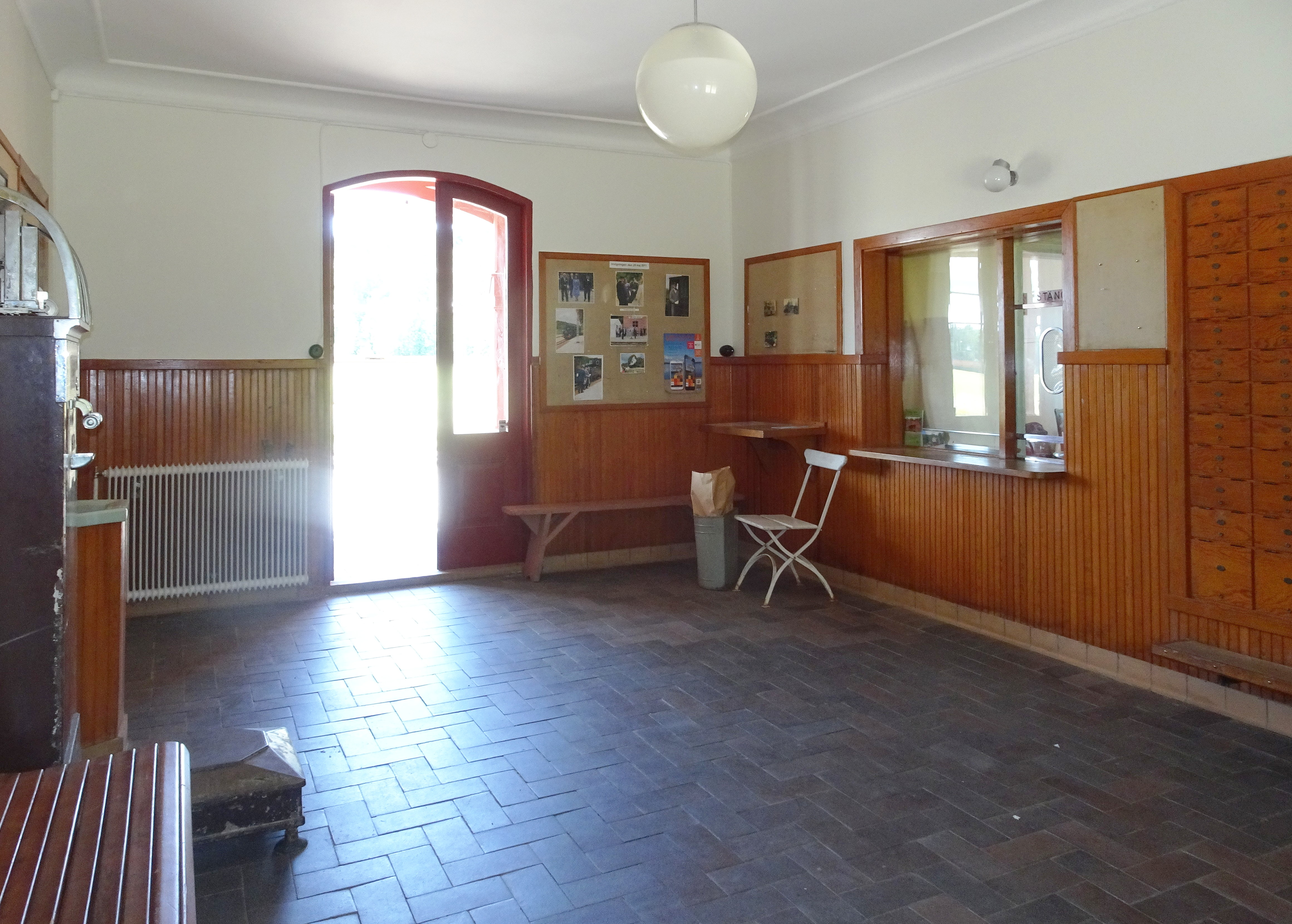
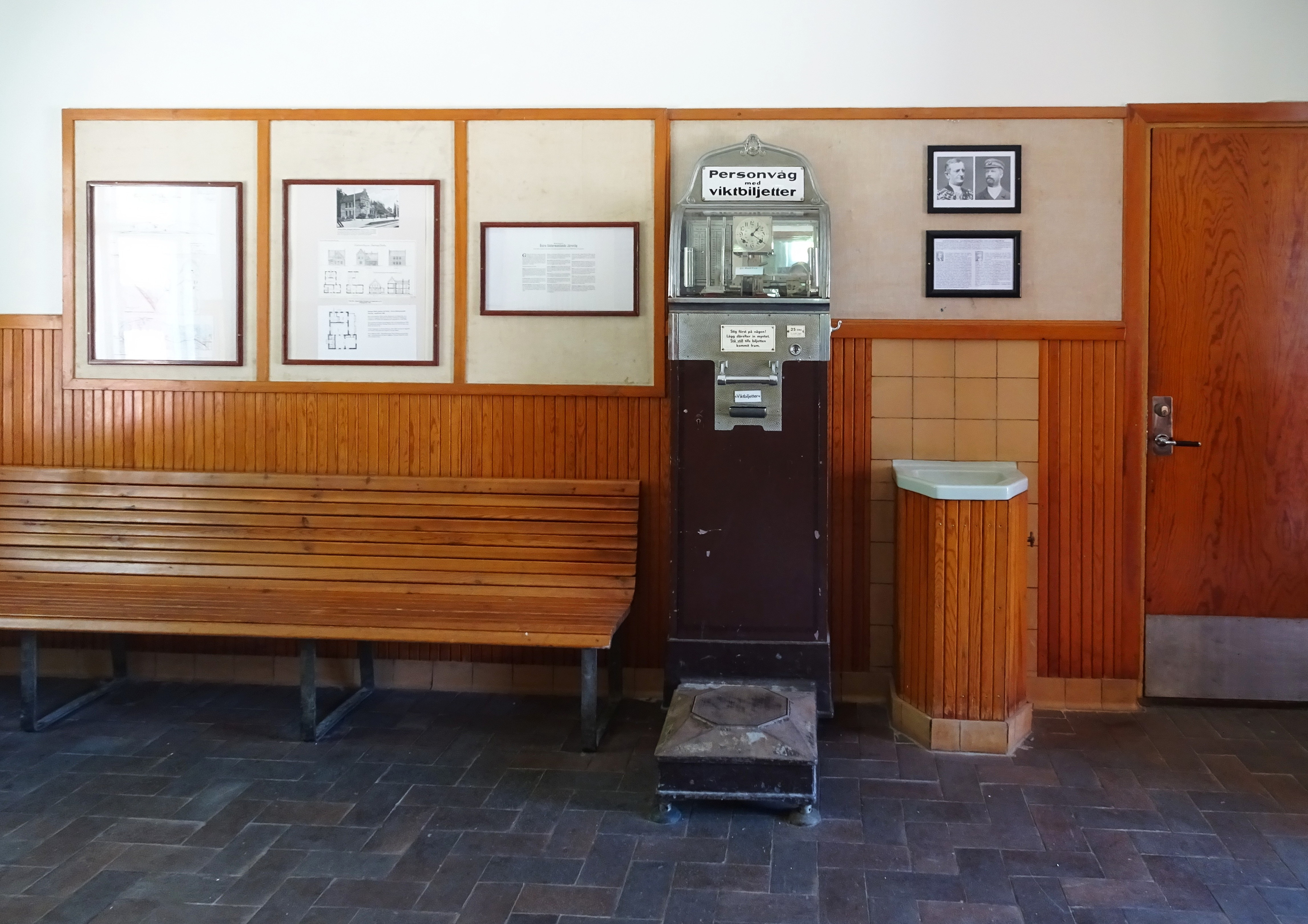
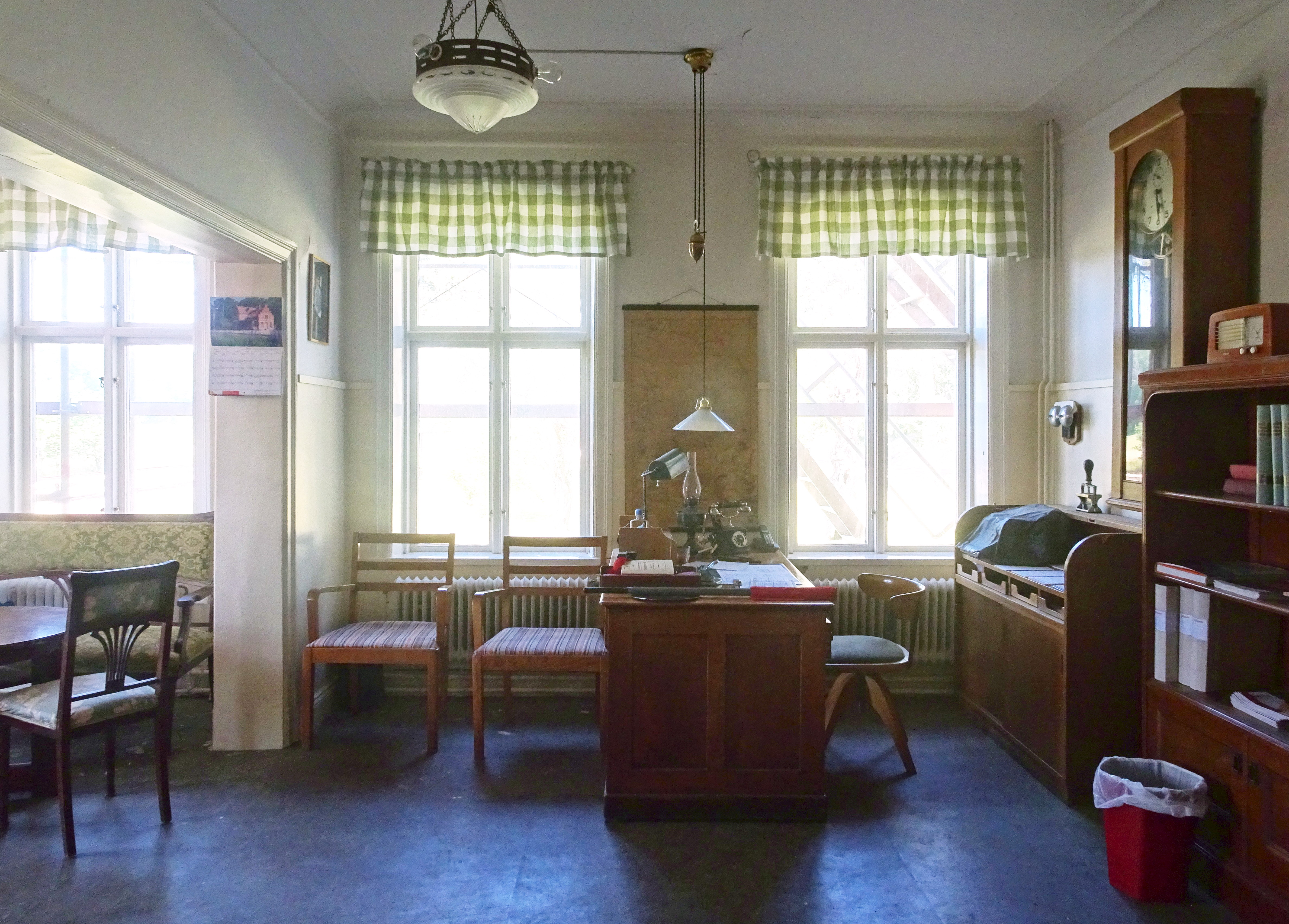